# البياشنزي
البياشنزي (باللاتينية: Piacenzian)، وهي ثاني مرحلة من فترة البليوسين، امتد من 3.6 إلى 2.58 مليون سنة مضت، لمدة 1.02 مليون سنة تقريبا.
| العصر       | الفترة       | المرحلة     | أهم الأحداث | البداية (م.س.مضت) |
| ----------- | ------------ | ----------- | --- | ----------------- |
| الرباعي     | البليستوسيني | الجيلاسي    | أحدث | أحدث              |
| النيوجيني   | البليوسيني   | البياشنزي   | - أحداث جيولوجية: تطور صفيحة جرينلاند الجليدية مع اشتداد البرودة ببطء مع اقتراب العصر البلستوسيني. يصل محتوى الأكسجين وثاني أكسيد الكربون في الغلاف الجوي إلى مستوياتها اليوم بينما تتشكل الكتل الأرضية كذلك إلى مواقعها الحالية (على سبيل المثال، ينضم برزخ بنما إلى الأمريكتين الشمالية والجنوبية، مع فرصة التبادل الحيواني). - أحداث حيوية : انقراض آخر للبعد وحشيات الغير جرابية. ظهور "القرود الجنوبية" الأسترالوبيثكس وانتشارها في شرق إفريقيا؛ بداية العصر الحجري. | 3.6               |
| النيوجيني   | البليوسيني   | الزانكلي    | - أحداث جيولوجية: حدوث فيضان الزانكلي في حوض البحر الأبيض المتوسط. استمرار المناخ البارد منذ العصر الميوسيني. - أحداث حيوية : ظهور أول الخيول والفيلة. ظهور قرود الأرض في إفريقيا. | 5.333             |
| النيوجيني   | الميوسيني    | المسيني     | - أحداث جيولوجية: حدث المسيني للبحيرات الشديدة الملوحة في حوض البحر الأبيض المتوسط الجاف. بداية تشكل الصحراء الكبرى. مناخ معتدلة لمخازن الجليد، تتخللها عصور جليدية وتكون صفيحة شرق القارة القطبية الجنوبية الجليدية. - أحداث حيوية : انقراض آخر أشباه التمساحيات ومفصولات الرقاب والمفترسات. بعد الانفصال عن أسلاف الغوريلا، انفصل أسلاف الشمبانزي والبشر تدريجيًا؛ أناسي الساحل التشادي والأورورين في إفريقيا. | 7.246             |
| النيوجيني   | الميوسيني    | التورتوني   | - أحداث جيولوجية: حدث المسيني للبحيرات الشديدة الملوحة في حوض البحر الأبيض المتوسط الجاف. بداية تشكل الصحراء الكبرى. مناخ معتدلة لمخازن الجليد، تتخللها عصور جليدية وتكون صفيحة شرق القارة القطبية الجنوبية الجليدية. - أحداث حيوية : انقراض آخر أشباه التمساحيات ومفصولات الرقاب والمفترسات. بعد الانفصال عن أسلاف الغوريلا، انفصل أسلاف الشمبانزي والبشر تدريجيًا؛ أناسي الساحل التشادي والأورورين في إفريقيا. | 11.63             |
| النيوجيني   | الميوسيني    | السيرافالي  | - أحداث جيولوجية: أصبح المناخ مثالي في منتصف العصر الميوسيني موفرا مناخًا دافئًا مؤقتًا. - أحداث حيوية : انقراضات في منتصف العصر الميوسيني أدت إلى تناقص تنوع أسماك القرش. ظهور أفراس النهر. ظهور سلف القردة العليا. | 13.82             |
| النيوجيني   | الميوسيني    | اللانغي     | - أحداث جيولوجية: أصبح المناخ مثالي في منتصف العصر الميوسيني موفرا مناخًا دافئًا مؤقتًا. - أحداث حيوية : انقراضات في منتصف العصر الميوسيني أدت إلى تناقص تنوع أسماك القرش. ظهور أفراس النهر. ظهور سلف القردة العليا. | 15.98             |
| النيوجيني   | الميوسيني    | البروديغالي | - أحداث جيولوجية: تكون الجبال في نصف الكرة الأرضية الشمالي. بداية تكون جبال كايكورا التي تشكل جبال الألب الجنوبية في نيوزيلندا. تمتص الغابات المنتشرة ببطء كميات هائلة من ثاني أكسيد الكربون، مما أدى إلى انخفاض تدريجي في مستوى ثاني أكسيد الكربون في الغلاف الجوي من 650 جزء في المليون إلى حوالي 100 جزء في المليون خلال العصر الميوسيني. ظهور فصائل الثدييات والطيور الحديثة وأصبحت معروفة. انقراض آخر الحيتان البدائية. انتشار الأعشاب في كل مكان. ظهور أسلاف القردة. تصطدم إفريقيا العربية بأوراسيا، لتشكل الحزام الألبي بالكامل وتغلق محيط تيثيس، لتسمح بالتبادل الحيواني. في الوقت نفسه، تنقسم إفريقيا العربية إلى إفريقيا وغرب آسيا. - أحداث حيوية: تطور قردة فيكتوريابيثيكوس. | 20.45             |
| النيوجيني   | الميوسيني    | الأكويتاني  | - أحداث جيولوجية: تكون الجبال في نصف الكرة الأرضية الشمالي. بداية تكون جبال كايكورا التي تشكل جبال الألب الجنوبية في نيوزيلندا. تمتص الغابات المنتشرة ببطء كميات هائلة من ثاني أكسيد الكربون، مما أدى إلى انخفاض تدريجي في مستوى ثاني أكسيد الكربون في الغلاف الجوي من 650 جزء في المليون إلى حوالي 100 جزء في المليون خلال العصر الميوسيني. ظهور فصائل الثدييات والطيور الحديثة وأصبحت معروفة. انقراض آخر الحيتان البدائية. انتشار الأعشاب في كل مكان. ظهور أسلاف القردة. تصطدم إفريقيا العربية بأوراسيا، لتشكل الحزام الألبي بالكامل وتغلق محيط تيثيس، لتسمح بالتبادل الحيواني. في الوقت نفسه، تنقسم إفريقيا العربية إلى إفريقيا وغرب آسيا. - أحداث حيوية: تطور قردة فيكتوريابيثيكوس. | 23.04             |
| الباليوجيني | الأوليغوسيني | الخاتي      | أقدم | أقدم              |